# Geschiedenis van de auto
De geschiedenis van de auto kan in verschillende tijdvakken worden ingedeeld.

## Voorlopers en vroege pioniers (tot 1885)
Er waren de stoomauto en de Hippomobile.

## De pioniersjaren (1885-1904)
Na de uitvinding van de Ottomotor probeerden meerdere mensen om deze in een zelfrijdend voertuig toe te passen. De Duitse ingenieur Carl Benz, die in 1885 de Benz Patent Motorwagen ontwikkelde, wordt over het algemeen gezien als de eerste die een voertuig ontwikkelde met een viertaktmotor. Andere bouwers van een automobiel uit die beginjaren waren onder andere Peugeot in Frankrijk, Vincke in België en Spyker in Nederland.

## Ford T en de opkomst van de autofabrikanten (1905-1918)
Het jaar 1905 was een mijlpaal in de autogeschiedenis. Verschillende automerken, waarvan er een aantal 100 jaar later nog zou bestaan, begonnen hun activiteiten of kwamen met belangrijke modellen op de markt. Ook vonden er technologische ontwikkelingen plaats die het gebruiksgemak van de automobiel verhoogden, zoals de elektrische starter. Ook kwam in deze periode de massaproductie op gang, met de introductie van onder andere de Ford Model T. Door de massaproductie werd autobezit iets dat niet enkel was weggelegd voor rijken, maar (heel langzaam) ook voor de laag daaronder. De periode eindigde eigenlijk al in 1914 toen de Eerste Wereldoorlog begon en de auto-industrie over ging op de productie van militaire voertuigen.

## Standaardisatie en verbrandingsmotoren (1919-1930)
Vanaf het eind van de Eerste Wereldoorlog en het begin van de Grote Depressie in 1930 werd de auto volwassen. De gestandaardiseerde auto met voorinliggende motor met gesloten koetswerk werd de norm, en door de toenemende kosten van elektrisch aangedreven motoren, richtte de ontwikkeling van de motor zich vanaf nu vooral op de verbrandingsmotoren.

## Adolf Hitler en de Tweede Wereldoorlog (1931-1948)
Na de Beurskrach van 1929 vindt een sterke consolidatie plaats in de automobielsector. Het aantal producenten wordt sterk gereduceerd. De periode wordt ook sterk gedomineerd door de Duitse dictator Adolf Hitler. Deze is een groot aanhanger van het Automobilisme. Hij opent de eerste autobahn in Duitsland, en geeft de opdracht om voor Jan met de pet een volksauto te ontwikkelen, wat leidt tot de Volkswagen Kever. In de aanloop naar de Tweede Wereldoorlog worden zowel in de Verenigde Staten als in Duitsland lichte terreinwagens ontwikkeld.

## Heropleving en autodesign (1949-1972)
Vanaf 1949 kwam de auto-industrie eindelijk de Tweede Wereldoorlog te boven. In periode die volgde, zagen de Verenigde Staten de introductie van het moderne koetswerkdesign en de turbo V8-motor, en groeiden de topsnelheden en de vermogens. In Europa ontstonden micro-auto's als de Mini en de Fiat 500, en de Volkswagen Kever schudde het oorlogsverleden van zich af en veroverde Europa. De grote autoconcerns gaan ook internationaler auto's maken. Hetzelfde model komt met een verschillend embleem in meerdere landen tegelijk op de markt of een groot deel van de onderdelen, waaronder vaak het platform, worden tussen meerdere modellen gedeeld. Rond deze tijd waren de motors van sommige auto's achteraan in de auto gezet.

## Oliecrisis en opkomend milieubewustzijn (1973-1989)
Na het uitbreken van de oliecrisis van 1973 werden uitstootnormen vastgelegd en de zuinigheid van een automobiel werd een belangrijk verkoopargument. De import van Japanse en Europese auto's, die op dat vlak veel sterker waren dan Amerikaanse, piekte in de Verenigde Staten. De Amerikaanse automobielindustrie ging hier bijna aan ten onder. Verder blijft ook veiligheid een belangrijk punt, met de introductie van het derde remlicht in 1974, de airbag in 1973 en de ontwikkeling van de crashtest.

## Technologische vooruitgang en digitalisering (1990-2007)
Nieuwe technologieën in auto's, zoals computerbesturingssystemen, veiligheidsvoorzieningen, infotainment en de opkomst van elektronische systemen.

## Elektrificatie en autonome voertuigen (2008-heden)
Ontwikkelingen op het gebied van elektrische auto's, hybride voertuigen, autonome voertuigen en de toekomst van de auto-industrie.
Uiteraard kun je deze indeling aanpassen naar jouw wensen en de nadruk leggen op specifieke aspecten van elke periode. Ik hoop dat dit je helpt bij het structureren van je artikelen